# John Robert Schrieffer
John Robert Schrieffer (Oak Park, 31. svibnja 1931.), američki fizičar. Studirao na Massachusettskom tehnološkom institutu (MIT) u Cambridgeu i Illinoiskom sveučilištu u Urbani, gdje je i doktorirao 1957. Radeći na doktorskoj disertaciji, razvio je teoriju gubitka električnog otpora u metalima na niskim temperaturama. To je bila prva uspješna mikroteorija supravodljivosti. Za BCS-teoriju razvijenu 1957. na temelju teorije o supravodljivosti dobio je, zajedno s Johnom Bardeenom i Leonom Neilom Cooperom, Nobelovu nagradu za fiziku 1972.

### Supravodljivost
Supravodljivost je stanje pojedinih tvari koje se na niskim temperaturama očituje u nestanku njihova električnoga otpora, prolasku električne struje kroz tanku izolatorsku barijeru unutar njih bez električnoga otpora (Josephsonov učinak - Brian Josephson) i lebdenju magneta iznad njihove površine (Meissnerov učinak - Walther Meissner). Supravodǉivost je kvantnomehanička pojava i ne može se objasniti klasičnom fizikom. Tipično nastaje u nekim materijalima na jako niskim temperaturama (nižim od -200 °C).

#### BCS-teorija
BCS-teorija ili Bardeen-Cooper-Schriefferova teorija je prva mikroskopska teorija supravodljivosti (1957.). Polazi od pretpostavke da na vrlo niskim temperaturama u kristalnoj rešetki supravodiča privlačno međudjelovanje elektron–rešetka–elektron nadjačava odbojnu električnu silu među elektronima, tj. da elektroni pri prolasku kroz rešetku privlače njezine ione, što rezultira povećanjem gustoće pozitivnog naboja u tom području i, dok se rešetka ne vrati u ravnotežno stanje, privlači druge elektrone. U takvim uvjetima elektroni kojima su spinovi i količine gibanje suprotni gibaju se u parovima (Cooperovi parovi), a svaki par elektrona na međusobnoj udaljenosti od približno 100 nm giba se kroz kristalnu rešetku bez gubitka energije i može tunelirati kroz izolatorsku barijeru. Porastom temperature atomi rešetke sve jače titraju, iznad kritične temperature razdvajaju elektronske parove, elektroni se više ne mogu gibati bez gubitaka i pojavljuje se električni otpor. Za razvoj BCS-teorije John Bardeen, Leon Neil Cooper i John Robert Schrieffer dobili su Nobelovu nagradu za fiziku 1972.